# Sainte-Honorine-la-Guillaume
 Sainte-Honorine-la-Guillaume  es una población y comuna francesa, situada en la región de Baja Normandía, departamento de Orne, en el distrito de Argentan y cantón de Putanges-Pont-Écrepin.

## Demografía
| 392 | 373 | 322 | 320 | 327 | 330 |
| Para los censos de 1962 a 1999 la población legal corresponde a la población sin duplicidades (Fuente: INSEE [Consultar]) |     |     |     |     |     |